# Achuapa
San José de Achuapa là một khu tự quản thuộc tỉnh Léon, Nicaragua. Khu tự quản Achuapa có diện tích 416 ki lô mét vuông. Đến thời điểm năm 2005, huyện Achuapa có dân số 13797 người.